# Osiedle Armii Krajowej (Środa Wielkopolska)
Osiedle Armii Krajowej – osiedle położone w północnej części Środy Wielkopolskiej.
Osiedle zabudowy jednorodzinnej, większość stanowią budynki bliźniacze.  